# Yassine Bounou
Yassine Bounou (àrab: ياسين بونو, Yāsīn Būnū) (Montreal, Quebec, 5 d'abril de 1991), conegut com a Bono, és un futbolista professional marroquí que juga com a porter a l'Al-Hilal. Guanyador del Trofeu Zamora com a porter menys golejat de la primera divisió de la temporada 2021-22, el primer que aconsegueix un porter del Sevilla FC a la història.

## Carrera de club

### Wydad Casablanca
Bounou va començar a jugar a futbol al Wydad Athletic Club de Casablanca, club en el qual va començar a formar-se des dels vuit anys i on guanya la Lliga marroquina de futbol del 2009-10. L'OGC Nice francès el va fitxar quan tenia disset anys, però per problemes burocràtics Bounou no va disputar cap partit amb el club francès.

### Atlético de Madrid
L'Atlètic de Madrid es va fixar en ell després de participar en un torneig a Toulon i va acabar fitxant-lo, el 15 de juny de 2012, encara que amb caràcter general va exercir com a jugador de l'equip filial del club.

### Saragossa
L'1 de setembre de 2014 oficialitzava la seva cessió per un any al Reial Saragossa, ja que no comptaria per Simeone a causa dels fitxatges per a la porteria blanc-i-vermella de Moyà i Oblak. Al club aragonès, va lluitar per guanyar-se un lloc a l'onze titular de l'equip de Víctor Muñoz. Però tota la primera volta del campionat va ser suplent del porter titular, el juvenil Óscar Whalley. No va ser fins l'11 de gener de 2015 que Bounou va debutar en partit oficial amb el Zaragoza, en la derrota 5 a 3 del seu club davant la UD Las Palmas a la 20a jornada de la segona divisió.
Després de la seva cessió al Real Zaragoza, el 30 de juny va tornar a l'Atlético de Madrid, el qual, poques setmanes després, el va cedir novament al club aragonès per una temporada més, el 23 de juliol del 2015.

### Girona FC
El 12 de juliol de 2016 va firmar per dues temporades amb el Girona FC, procedent de l'Atlètic de Madrid, i hi va aconseguir l'ascens a la primera divisió. El primer any es va alternar la titularitat amb René. L'any següent, tot i que amb l'arribada de Gorka Iraizoz el porter basc va començar sent titular, l'internacional marroquí va acabar mantenint la titularitat. L'11 de gener de 2019 va renovar contracte amb els gironins fins al 2021.

### Sevilla
Degut al descens de categoria del Girona FC, el 2 de setembre de 2019, a petició del porter, és cedit amb opció de compra al Sevilla FC, una opció de compra que s'acabaria executant per part dels sevillans a causa de les seves bones actuacions. A les files del Sevilla FC, Bounou acaba convertint-se amb el porter titular a partir de la temporada 2020-21 i debuta a la Champions League contra l'APOEL Nicòsia. Com a jugador del Sevilla FC guanya la Lliga Europa de la temporada 2019-20 derrotant l'Inter de Milà a la final disputada a Colònia. La temporada 2021-22 guanya el Trofeu Zamora com a porter menys golejat de la primera divisió.

## Carrera internacional
Bounou va ser internacional pel Marroc en les categories Sub-20 i Sub-23. El 14 d'agost de 2013 va fer el seu debut amb la selecció absoluta en un partit amistós contra Burkina Faso.
Com que va néixer a la ciutat quebequesa de Montreal posseeix també la ciutadania canadenca, però mai ha declarat la seva intenció de jugar amb la selecció nacional d'aquest país. Els seus pares són naturals de Casablanca, ciutat a la qual van retornar amb ell quan tenia tres anys, per això Yassine va optar per la nacionalitat marroquina i jugar posteriorment amb aquesta selecció.
Bounou també va ser convocat per a la Copa Africana de Nacions de 2021 al Camerun. Al torneig, va ser notícia per la seva defensa de l'àrab i la seva negativa a parlar amb la premsa en francès o anglès; una pulla a la CAN per no haver contractat ni un sol traductor d'àrab.
El 10 de novembre de 2022, Bounou va ser inclòs a la llista de 26 jugadors del Marroc per a la Copa Mundial de la FIFA Qatar 2022. Bono va realitzar dues parades a la tanda de penals de vuitens de final contra Espanya, el que va permetre al Marroc classificar-se per a quarts de final per primera vegada en la seva història.

## Estadístiques

### Club
A a l'últim partit jugat el 9 novembre 2022
| Club                    | Temporada     | Lliga            | Lliga   | Lliga | Copa    | Copa | Continental | Continental | Altres  | Altres | Total   | Total |
| Club                    | Temporada     | Divisió          | Partits | Gols  | Partits | Gols | Partits     | Gols        | Partits | Gols   | Partits | Gols  |
| ----------------------- | ------------- | ---------------- | ------- | ----- | ------- | ---- | ----------- | ----------- | ------- | ------ | ------- | ----- |
| Wydad Casablanca        | 2010–11       | Botola           | 0       | 0     | 0       | 0    | 1           | 0           | —       | —      | 1       | 0     |
| Wydad Casablanca        | 2011–12       | Botola           | 10      | 0     | 0       | 0    | 0           | 0           | —       | —      | 10      | 0     |
| Wydad Casablanca        | Total         | Total            | 10      | 0     | 0       | 0    | 1           | 0           | —       | —      | 11      | 0     |
| Atlètic de Madrid B     | 2012–13       | Segona Divisió B | 24      | 0     | —       | —    | —           | —           | —       | —      | 24      | 0     |
| Atlètic de Madrid B     | 2013–14       | Segona Divisió B | 23      | 0     | —       | —    | —           | —           | —       | —      | 23      | 0     |
| Atlètic de Madrid B     | Total         | Total            | 47      | 0     | —       | —    | —           | —           | —       | —      | 47      | 0     |
| Atlètic de Madrid       | 2013–14       | La Liga          | 0       | 0     | 0       | 0    | 0           | 0           | 0       | 0      | 0       | 0     |
| Reial Saragossa (cedit) | 2014–15       | Segona Divisió   | 16      | 0     | 0       | 0    | —           | —           | 3       | 0      | 19      | 0     |
| Reial Saragossa (cedit) | 2015–16       | Segona Divisió   | 19      | 0     | 0       | 0    | —           | —           | —       | —      | 19      | 0     |
| Reial Saragossa (cedit) | Total         | Total            | 35      | 0     | 0       | 0    | —           | —           | 3       | 0      | 38      | 0     |
| Girona FC               | 2016–17       | Segona Divisió   | 21      | 0     | 0       | 0    | —           | —           | —       | —      | 21      | 0     |
| Girona FC               | 2017–18       | La Liga          | 30      | 0     | 1       | 0    | —           | —           | —       | —      | 31      | 0     |
| Girona FC               | 2018–19       | La Liga          | 32      | 0     | 0       | 0    | —           | —           | —       | —      | 32      | 0     |
| Girona FC               | Total         | Total            | 83      | 0     | 1       | 0    | —           | —           | —       | —      | 84      | 0     |
| Sevilla FC (cedit)      | 2019–20       | La Liga          | 6       | 0     | 2       | 0    | 10          | 0           | —       | —      | 18      | 0     |
| Sevilla                 | 2020–21       | La Liga          | 33      | 1     | 6       | 0    | 5           | 0           | 1       | 0      | 45      | 1     |
| Sevilla                 | 2021–22       | La Liga          | 31      | 0     | 0       | 0    | 10          | 0           | —       | —      | 41      | 0     |
| Sevilla                 | 2022–23       | La Liga          | 12      | 0     | 0       | 0    | 4           | 0           | —       | —      | 16      | 0     |
| Sevilla                 | Total         | Total            | 84      | 1     | 8       | 0    | 29          | 0           | 1       | 0      | 122     | 1     |
| Total carrera           | Total carrera | Total carrera    | 257     | 1     | 9       | 0    | 30          | 0           | 4       | 0      | 300     | 1     |

1. ↑  Appearance in CAF Champions League
2. ↑  Appearances in Primera divisió espanyola de futbol play-offs
3. ↑  Appearances in Lliga Europa de la UEFA
4. 1 2  Appearances in Lliga de Campions de la UEFA
5. ↑  Appearance in Supercopa d'Europa de futbol
6. ↑  Six appearances in UEFA Champions League, four appearances in UEFA Europa League

### Internacional
A a l'últim partit jugat el 10 desembre 2022
| Selecció nacional | Any   | Partits | Gols |
| ----------------- | ----- | ------- | ---- |
| Marroc            | 2013  | 1       | 0    |
| Marroc            | 2014  | 0       | 0    |
| Marroc            | 2015  | 3       | 0    |
| Marroc            | 2016  | 2       | 0    |
| Marroc            | 2017  | 2       | 0    |
| Marroc            | 2018  | 4       | 0    |
| Marroc            | 2019  | 10      | 0    |
| Marroc            | 2020  | 4       | 0    |
| Marroc            | 2021  | 8       | 0    |
| Marroc            | 2022  | 16      | 0    |
| Total             | Total | 50      | 0    |

## Palmarès
- 2 Lliga Europa de la UEFA: 2019-20, 2022-23[15] (Sevilla FC)
- 1 Lliga espanyola de futbol: 2013-14 (Atlético de Madrid)
- 1 Lliga marroquina de futbol: 2009-10 (Wydad Casablanca)
- 1 Trofeu Zamora: 2021-22 (Sevilla FC)